# Muppet RaceMania
Muppet RaceMania é o videogame do gênero jogo de corrida para PlayStation desenvolvido pela Traveller's Tales Ltd. e publicado pela Midway na América do Norte e pela Sony Computer Entertainment na Europa, e lançado em 2000. O jogo inclui a escolha de 25 personagens muppet dirigindo 25 veículos. Eles correm em 34 pistas baseadas em locações de filmes e programas de TV dos Muppet.
Este jogo marcou a primeira aparição vocal de Janice desde a morte de Richard Hunt em 1992. Ela e Scooter foram interpretadas por Matt Vogel, a única vez em que ele dublou esses personagens. É também a primeira aparição vocal de Link Hogthrob desde a morte de Jim Henson em 1990, interpretada por Steve Whitmire, bem como a última vez que Frank Oz deu voz a todos os seus personagens antes de se aposentar dos Muppets.

## Recepção
O jogo recebeu críticas médias de acordo com o site de agregação de críticas GameRankings .  Três revisores do GameFan deram notas de 84, 54 e 50.  No entanto, Eric Bratcher da Próxima Geração o chamou de "Um piloto de kart abaixo do padrão que, sem sucesso, depende do enorme carisma dos Muppets para superar suas deficiências técnicas." 